# K-Swiss
K-Swiss, Inc. est une marque de sneakers américaine basée à Westlake Village en Californie. Elle est actuellement détenue par la firme Xtep International Holdings Limited et par son créateur Kevin Randall.

## Histoire
K-Swiss a été fondée en 1966 à Los Angeles en Californie par deux frères suisses, Art et Emile Brunner. En immigrant aux États-Unis, ils s’intéressent au tennis et importent les chaussures brevetées du fabricant suisse Künzli, renommant leur société K-Swiss (K de Künzli).
Dans les années 1990, Steven Nichols booste le budget marketing de la marque. Il embauche du personnel-clé de grandes entreprises telles que Procter and Gamble, et commence une campagne-éclair de marketing autour de K-Swiss. Directrice de création primée, Mindy Gale dirige son agence new-yorkaise dans le développement et la production de campagnes promotionnelles et publicitaires de 1997 à 2008. La campagne multimédia « I wear my K-Swiss » (« Je porte mes K-Swiss ») est diffusée cinq ans de suite, visant les jeunes consommateurs urbains sur papier et à la télévision. En 2007, Anna Kournikova figure dans une opération de repositionnement de marque ciblant une plus vaste clientèle féminine. Les campagnes publicitaires encouragent les utilisateurs à personnaliser les bandes de la marque sous le slogan « Put your spin on it » (« Fais-le à ta sauce »). En 2003, K-Swiss lance sa Tongue Twister en divers coloris, la Stripe Shifter, et plus récemment le modèle Band Em.
En 2001, K-Swiss rachète la marque australienne Royal Elastics.
Dans une vidéo promotionnelle diffusée en juillet 2011, le personnage fictif Kenny Powers annonce avoir « acheté » 51% du stock de K-Swiss.
Après avoir enregistré une perte de 195 M$ entre 2009 et 2012, l’entreprise est rachetée par la société coréenne E-Land World Limited en janvier 2013 pour un montant de 170 M$. Au mois de mai 2013 de la même année, E-Land élit une nouvelle direction pour diriger la nouvellement créée K-Swiss Inc., désignant Truman Kim comme président et Larry Remington en tant que président et PDG.

## Marketing
En septembre 2014, l’entreprise met à jour son image de marque. Alors que le nom K-Swiss est conservé, une nouvelle marque est dévoilée. Conçue par une équipe créative récemment recrutée en interne, cette nouvelle identité incarne l’héritage de la société en tant que marque de tennis américaine. Tous les aspects du nouveau design, dont sa police de caractères de 1966 et sa palette de couleurs de terrain de tennis, évoquent cette identité. La firme sponsorise des évènements liés à leur clientèle, ainsi que des évènements susceptibles d’influencer le comportement de l’acheteur et de provoquer un effet positif auprès de ce-dernier. Par exemple, K-Swiss sponsorise le premier festival irlandais de sneakers organisé par Dub City Sneakz à Dún Laoghaire.